# Jane Martin
Jane Martin ist eine ehemalige englische Squashspielerin.

## Karriere
Jane Martin war von 1991 bis 1999 auf der WSA World Tour aktiv und gewann drei Titel bei insgesamt sechs Finalteilnahmen. Ihre höchste Platzierung in der Weltrangliste erreichte sie mit Rang neun im Dezember 1995.
Mit der englischen Nationalmannschaft gewann sie von 1996 bis 1998 dreimal in Folge den Titel bei Europameisterschaften. Mit der Nationalmannschaft nahm sie 1998 an der Weltmeisterschaft teil. In der Finalbegegnung gegen Australien verlor Martin ihre Partie gegen Carol Owens mit 0:3.
Zwischen 1992 und 1998 stand Jane Martin fünfmal im Hauptfeld der Einzelweltmeisterschaft. Bis auf 1992 erreichte sie bei allen Teilnahmen das Achtelfinale. Sie gehörte bei den Commonwealth Games 1998 zum englischen Kader und trat an der Seite von Linda Charman in der Doppelkonkurrenz an, wo sie das Viertelfinale erreichten.

## Erfolge
- Vizeweltmeister mit der Mannschaft: 2000
- Europameister mit der Mannschaft: 3 Titel (1996–1998)
- Gewonnene WSA-Titel: 3